# Сущёвский тупик
Сущёвский тупи́к — тупиковая улица в центре Москвы в Тверском районе от Селезнёвской улицы.

## Происхождение названия
Название тупика и одноимённой улицы употребляется с середины XVIII века и восходит к названию существовавшего на её месте села Сущёвское (известно с конца XIV века), из которого в XVII веке образовались село Старое Сущёво и деревня Новое Сущёво.

## Описание
Сущёвский тупик начинается от Селезнёвской улицы восточнее Сущёвской улицы и проходит на север параллельно последней, заканчиваясь в городской застройке. Домов за тупиком не числится. До 2015 года в тупике находился дореволюционный доходный дом Н. Ф. Ржевского, он имел официальный адрес по Сущёвской улице (№ 16, стр. 8). Здание снесло ВНИИ имени Духова без разрешения городских властей.